# 迪奧加雷
12°48′30″N 8°14′50″W / 12.80833°N 8.24722°W

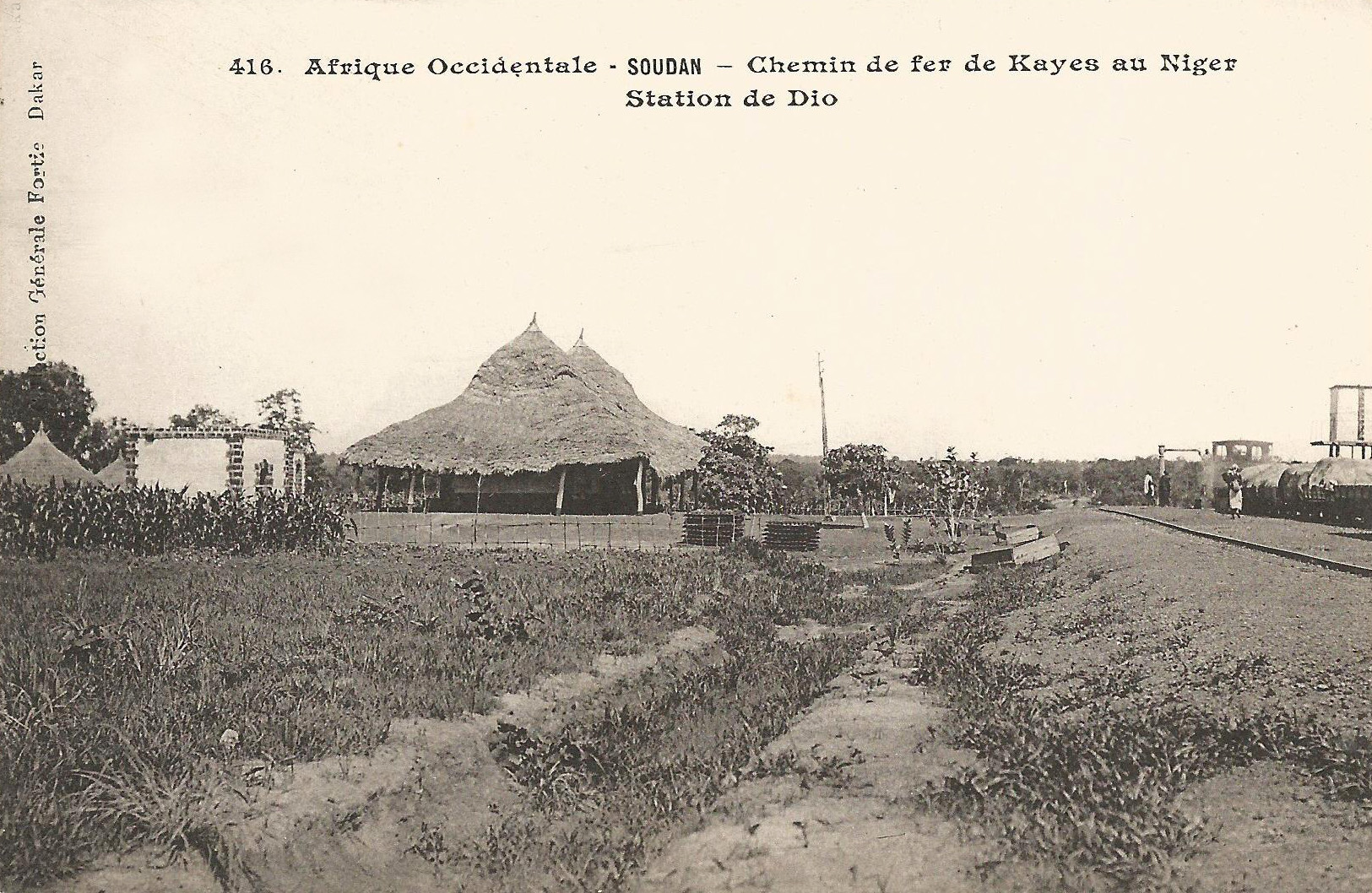
迪奧加雷的火車站

迪奧加雷（法語：Dio-Gare），是馬里的城鎮，位於該國西南部，由庫利科羅區的卡蒂省負責管轄，處於卡蒂西北面20公里，面積180平方公里，2009年人口8,161，人口密度每平方公里45人。